# Acomys muzei
Acomys muzei — вид гризунів із родини Muridae, поширений у Демократичній Республіці Конго, Замбії та Танзанії. Це — нічний гризун, який населяє скелясті оголення, річкові місця проживання, ліси та лісисті луки, що складаються переважно з відкритих пологів сухих лісів міомбо. Зразки були описані з районів навколо озера Руква, де присутні Acacia, Cenchrus purpureus, Typha та Cyperus. Цей вид також був виявлений у місцевостях, які частково використовуються для вирощування кукурудзи та рису.